# Canis lycaon
Canis lycaon es una posible subespecie de lobo o una especie de cánido diferente al lobo gris, referido a veces en español como lobo rojo canadiense o sencillamente licaón.[cita requerida] Fue elevada a categoría de especie en 1999 por White y Wilson, basándose en estudios genéticos. Habita el sureste de Canadá y su nombre en inglés es eastern canadian wolf. Estos autores indican que está emparentada con el lobo rojo (Canis rufus), otra especie de dudosa validez, y que es más próxima al coyote que al lobo común. Esta afirmación no goza del adecuado consenso de los expertos, pero hay cierta tendencia a considerar que Canis rufus y Canis lycaon son la misma especie, siendo el nombre latino correcto Canis lycaon. De ser este el caso, se mantendría en español el nombre vulgar "lobo rojo" para ambas.
Las opiniones posteriores se reparten entre aceptar Canis lycaon como especie exclusiva del sureste de Canadá, considerar que Canis lycaon engloba a los lobos rojos autóctonos del sureste de Norteamérica (lycaon más rufus), que se trata de híbridos entre lobo común y lobo rojo, o que, de acuerdo a la visión clásica, es una subespecie de lobo común Canis lupus lycaon.
De confirmarse que Canis lycaon es conespecfíco con Canis rufus, los lobos del sureste de Canadá podrían utilizarse en los programas de reintroducción de lobo rojo en Estados Unidos. Además, si fuera el caso, habría que revisar el estado de conservación de esta última especie, que no sería tan crítico.

## Enlaces
- The Wolves of Algonquin Park PHVA Final Report, PDF. Incluye recomendaciones taxonómicas sobre Canis lycaon (Eastern Canadian Wolf).
- The Wolves of Algonquin Provincial Park ? A Report by the Algonquin Wolf Advisory Group PDF
- Status of the Eastern Wolf A PDF Documento sobre estudios genéticos relacionado con Canis lycaon.
- The Comparative Toxicogenomics Database Información genética sobre Canis lycaon.

- Datos: Q677746
- Multimedia: Canis lupus lycaon / Q677746
- Especies: Canis lupus lycaon